# Canary Wharf Squash Classic
Das Canary Wharf Squash Classic ist ein jährlich stattfindendes Squashturnier für Herren und Damen und fand bis 2023 im Londoner Canary Wharf in England statt. Das Turnier wurde 2004 ins Leben gerufen und gehört seit 2006 zur PSA World Tour. Das Gesamtpreisgeld der letzten Austragung betrug 108.500 US-Dollar, die zur Wertungskategorie PSA World Tour Gold gehörte.
Das Canary Wharf Squash Classic wurde 2004 erstmals als Einladungsturnier ausgetragen, bei dem acht Spieler der Weltspitze den Turniersieger ausspielten. Das Finale wurde dabei im Best-of-Seven-Modus gespielt. Auch 2005 hatte es den Status eines Einladungsturniers mit einem Finale im Best-of-Five-Modus, ehe es 2006 Bestandteil der PSA World Tour wurde. Seitdem gibt es die üblichen Qualifikationsrunden und ein Hauptfeld aus 16 Spielern. Nick Matthew (2010 bis 2012, 2014, 2015, 2017) ist mit sechs Titeln Rekordsieger. 2024 wurde erstmals auch eine Damenkonkurrenz ausgetragen. Gleichzeitig zog das Turnier innerhalb Londons in den Alexandra Palace um.

## Sieger

### Herren
| Jahr | Sieger             | Finalgegner      | Ergebnis                       |
| ---- | ------------------ | ---------------- | ------------------------------ |
| 2024 | Paul Coll          | Mostafa Asal     | 11:8, 11:13, 11:7, 8:1 Aufgabe |
| 2023 | Paul Coll          | Joel Makin       | 7:11, 11:6, 11:4, 11:4         |
| 2022 | Fares Dessouki     | Mostafa Asal     | 11:5, 13:11, 12:10             |
| 2021 | Paul Coll          | Ali Farag        | 7:11, 13:11, 11:5, 11:6        |
| 2020 | Mohamed Elshorbagy | Ali Farag        | 11:8, 10:12, 11:6, 15:13       |
| 2019 | Paul Coll          | Tarek Momen      | 11:8, 12:10, 11:3              |
| 2018 | Mohamed Elshorbagy | Tarek Momen      | 11:8, 7:11, 12:10, 9:11, 11:3  |
| 2017 | Nick Matthew       | Fares Dessouki   | 11:9, 11:7, 10:12, 11:8        |
| 2016 | Mathieu Castagnet  | Omar Mosaad      | 6:11, 11:7, 11:8, 11:5         |
| 2015 | Nick Matthew       | Simon Rösner     | 11:4, 11:9, 11:7               |
| 2014 | Nick Matthew       | James Willstrop  | 11:5, 11:5, 11:5               |
| 2013 | James Willstrop    | Peter Barker     | 11:8, 5:11, 11:4, 11:4         |
| 2012 | Nick Matthew       | James Willstrop  | 11:7, 11:8, 11:9               |
| 2011 | Nick Matthew       | Peter Barker     | 5:11, 11:4, 11:1, 11:3         |
| 2010 | Nick Matthew       | Grégory Gaultier | 12:10, 6:11, 13:11, 11:3       |
| 2009 | David Palmer       | James Willstrop  | 11:9, 12:10, 8:11, 11:7        |
| 2008 | James Willstrop    | Cameron Pilley   | 9:11, 11:9, 8:11, 11:6, 11:3   |
| 2007 | James Willstrop    | John White       | 8:11, 11:5, 11:13, 11:1, 11:2  |
| 2006 | Thierry Lincou     | Anthony Ricketts | 11:9, 6:11, 11:7, 7:11, 11:3   |
| 2005 | John White         | Anthony Ricketts | 4:9, 1:9, 9:2, 9:3, 9:1        |
| 2004 | James Willstrop    | Thierry Lincou   | 9:7, 9:5, 5:9, 9:4, 9:10, 9:2  |

### Damen
| Jahr | Siegerin                | Finalgegnerin    | Ergebnis                       |
| ---- | ----------------------- | ---------------- | ------------------------------ |
| 2024 | Sivasangari Subramaniam | Hania El Hammamy | 11:9, 5:11, 13:11, 12:14, 11:8 |